# Mirgorod

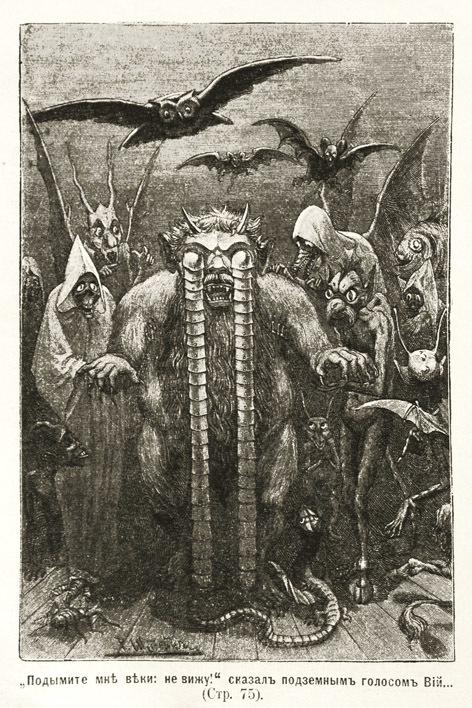
Illustration du livre Mirgorod, œuvre littéraire de Nicolas Gogol

Mirgorod est un recueil de textes de Nicolas Gogol, publié en mars 1835. 
L'ouvrage est composé de deux volumes contenant chacun deux œuvres très distinctes:
- Un ménage d’autrefois, un conte qui relate la vie d'un vieux couple sans histoire;
- Tarass Boulba (première version), un court roman dont l'action se situe au temps des guerres entre cosaques et Polonais;
- La Brouille des deux Ivan, une nouvelle narrant la dispute de deux paysans ukrainiens (ce texte avait déjà été publié en 1832 dans un almanach édité par le libraire Smirdine);
- Vij, un conte fantastique.

Le recueil tire son nom de Myrhorod (en russe Mirgorod), une ville située au cœur de l'Ukraine (oblast de Poltava), dans les environs de laquelle Gogol a passé sa jeunesse. L'unique lien entre les quatre textes qui le compose est leur décor ukrainien. Gogol était installé à Saint-Pétersbourg depuis quelques années et détestait la capitale, qu'il considérait inhumaine et glaciale, autant qu'il était nostalgique de son pays natal. Mirgorod est censé constituer une suite aux Soirées du hameau, nouvelles inspirées du folklore ukrainien, parues quatre ans plus tôt.
Mirgorod clôt la première phase de l'œuvre de Gogol, celle d'un auteur gai et avide de succès. C'est au moment où le recueil est publié que Gogol entame ses chefs-d'œuvre, Les Âmes mortes et Le Revizor. 